# بدور بنت سلطان القاسمی
بدور بنت سلطان القاسمی (زاده ۱۹۷۸) رئیس دانشگاه آمریکایی شارجه. دختر سلطان بن محمد القاسمي حاکم امارت شارجه.